# Tongzhou (Pekin)
Tongzhou (chiń. upr. 通州区, chiń. trad. 通州區, pinyin: Tōngzhōu Qū) – dzielnica Pekinu, stolicy Chińskiej Republiki Ludowej. Znajduje się w południowo-wschodniej części miasta.
Liczy 906 km² powierzchni i 673 952 mieszkańców (2000). 